# Sarah Corrêa
Sarah Gonçalves Corrêa (Rio de Janeiro, 14 de agosto de 1992 — Rio de Janeiro, 2 de maio de 2015)  foi uma nadadora brasileira.
Morreu após ser atropelada em um ponto de ônibus em Jacarepaguá, no Rio.

## Trajetória esportiva
Nos Jogos Sul-Americanos de 2010, Sarah ganhou a medalha de ouro no revezamento 4x200 metros livre, batendo o recorde da competição.
Integrou a delegação nacional que disputou os Jogos Pan-Americanos de 2011 em Guadalajara, no México,  e ganhou a medalha de prata nos 4x200 metros livre por ter participado das eliminatórias da prova.Também ficou em 15º lugar nos 800 metros livre.
Aposentou-se da natação em 2014. Em sua carreira na natação, representou os clubes Unisanta, Minas Tênis Clube, Clube de Regatas do Flamengo e Fluminense Football Club. 
No período entre seus 11 e 17 anos, treinou com o técnico Daniel Wolokita no Marina Barra Clube, na condição de sócia atleta e, a partir dos 18 anos, obteve autorização por mérito e visão esportiva e social do comando do clube na época, e também pela afinidade com este treinador. No final de fevereiro de 2014, com nova gestão, o Marina proibiu-a de lá continuar seus treinos, pois ela competia com a camisa de outro clube que a patrocinava, apesar de o Marina não participar com qualquer apoio financeiro. Este fato dificultou muito sua continuidade como atleta, desestimulando-a e levando-a desistir da carreira. Foi então trabalhar como vendedora de loja de varejo.
Apesar da grande decepção, mas com verdadeiro espírito esportivo, ela deixou uma emocionante carta de agradecimento, encaminhada ao diretor de esportes, relativo ao período que treinou no Marina Barra Clube, abaixo transcrita:
Mensagem original  De: Sarah Corrêa .Enviada em: sábado, 1 de março de 2014 Para: diretoria esportiva.mbc  :
"Bom dia Rogério! Tudo bom? Então, esta semana o Daniel veio me comunicar sobre a decisão do clube em relação a minha permanência. Por isso, venho por meio deste email agradecer imensamente o que vocês fizeram por mim em 2013, deixando com que eu treinasse no clube. O Marina sempre foi uma casa para mim, já que eu cheguei no clube aos 11 anos e só fui me desligar aos 17. Sempre tive um grande carinho por todos os profissionais!! Então esse é o meu muito obrigada! Pois esse novo período ao lado do Daniel foi de extrema importância para minha carreira. Por último, irei retomar a faculdade de educação física no segundo semestre e gostaria de talvez no futuro ter a oportunidade e privilégio de estagiar no Marina e manter esta relação com esse clube que faz parte da minha carreira como atleta.  Atenciosamente,  Sarah Corrêa"